# ادوین هانسن
ادوین هانسن (دانمارکی: Edvin Hansen; ۲۱ ژانویهٔ ۱۹۲۰ – ۳۰ مارس ۱۹۹۰) بازیکن فوتبال اهل دانمارک بود.
از باشگاه‌هایی که در آن بازی کرده‌است می‌توان به باشگاه فوتبال گریمزبی تاون اشاره کرد.